# キャビン・イン・ザ・スカイ (映画)

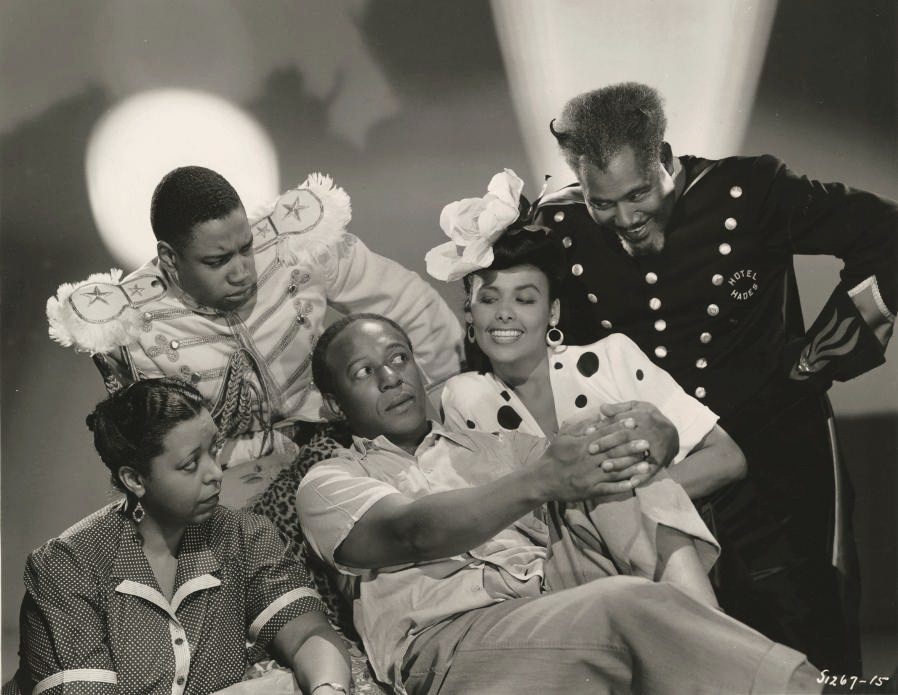
左から、エセル・ウォーターズ、ケネス・スペンサー、エディ・ロチェスター・アンダーソン、レナ・ホーン、レックス・イングラム

『キャビン・イン・ザ・スカイ』(Cabin in the Sky) は、1943年のアメリカ合衆国のミュージカル映画。
1940年の『キャビン・イン・ザ・スカイ (ミュージカル)』を基にしている。
ヴィンセント・ミネリにとってフィーチャー映画監督デビュー作となった。
全て黒人の出演者で、エセル・ウォーターズ、エディ・ロチェスター・アンダーソン、レナ・ホーンが主演した。ウォーターズとレックス・イングラムはブロードウェイで演じた役をそのまま引き継いだ。ホーンにとって最初で唯一のMGMミュージカル主演であった。ルイ・アームストロングはルシファー・ジュニアの子分の1人を演じ、デューク・エリントンと彼のオーケストラはミュージカル曲を演奏した。
2020年、アメリカ議会図書館により「文化的、歴史的、審美的に優れている」としてアメリカ国立フィルム登録簿に選出された。

## ストーリー
リトル・ジョー(エディ・ロチェスター・アンダーソン)は善人であるが気弱な男で、礼拝の途中に呼び出されてギャンブルの借金により大物ドミノ・ジョンソン(ジョン・バブルス)に殺されかける。死の床に際し、リトル・ジョーは天使により6ヶ月延命され、その間、天国行きか地獄行きかを試される。天の遣いのエンジェル大佐(ケネス・スペンサー)の秘密の指令により、リトル・ジョーは怠惰な生活を改め、放任していた妻ペチュニア(エセル・ウォーターズ)のために労働にはげみ、寛大な優しい夫となる。しかし悪魔の息子ルシファー・ジュニアはリトル・ジョーを地獄に引きずり込もうとする。ルシファーはリトル・ジョーをロッタリーで勝たせ、裕福な男性を狙う美女ジョージア・ブラウン(レナ・ホーン)を操りリトル・ジョーとペチュニアの夫婦仲を危うくする。リトル・ジョーはジョージアのために妻ペチュニアを捨て、リトル・ジョーとジョージアは快楽に溺れる。
リトル・ジョーとジョージアがナイトクラブで楽しんでいるとペチュニアが乗り込み、リトル・ジョーを取り戻そうとする。リトル・ジョーは、ペチュニアを誘惑しようとするドミノと戦い、困惑したペチュニアはナイトクラブが崩壊するよう神に祈る。竜巻がナイトクラブを飲み込み、混乱に乗じてドミノはリトル・ジョーとペチュニアを撃ち殺す。リトル・ジョーの魂は永遠に失われ、エンジェル大佐はリトル・ジョーに、ジョージア・ブラウンは心を入れ替えてリトル・ジョーの遺産を全て教会に寄付したと語る。これにより自動的にリトル・ジョーとペチュニアは天国に行くことを許される。
リトル・ジョーとペチュニアが天国への階段を昇っていると、リトル・ジョーは突然自身のベッドで目覚める。冒頭のギャンブルの借金で撃たれた際、実際は死んでおらず負傷しただけだったのである。天使と悪魔とのやり取りは、全て熱にうなされた夢だった。リトル・ショーは改心し、愛する妻ペチュニアと新たに幸せな人生を始める。

## キャスト
- ペチュニア・ジャクソン：エセル・ウォーターズ
- リトル・ジョー・ジャクソン：エディ・ロチェスター・アンダーソン
- ジョージア・ブラウン：レナ・ホーン
- トランペッター：ルイ・アームストロング
- ルシアス/ルシファー・ジュニア：レックス・イングラム
- エンジェル大佐/グリーン牧師：ケネス・スペンサー
- ドミノ・ジョンソン：ジョン・バブルス
- 助祭/フリートフット：オスカー・ポーク
- 第1アイデアマン：マンタン・モアランド
- 第2アイデアマン：ウィリー・ベスト
- 第3アイデアマン：フレッチャー・リバース
- 第4アイデアマン：レオン・ジェイムス・ポーク
- ビル：ビリー・ベイリー
- 配達員：バック・ワシントン
- リリー：バタフライ・マクイーン
- 本人：デューク・エリントン (クレジット無し)

## 制作
サウンドトラックCDのライナーノーツによると、フリードとミネリは制作開始前、黒人リーダーの情報を求めていた。
制作前に全米黒人地位向上協会に脚本を提示し、「クリシェやステレオタイプを避けた黒人の寓話に満足している」と返信された。
『オズの魔法使』でのモスリンによる有名な竜巻シーンのSFX技術者のアーノルド・ギルスピーによるストック・フッテージが、本作の竜巻がナイトクラブを損壊するシーンで再利用された。本作公開から2年後、ヴィンセント・ミネリ監督は『オズの魔法使』で主人公ドロシー・ゲイル役を演じたジュディ・ガーランドと結婚した。

## 使用楽曲
1. Little Black Sheep - エセル・ウォーターズ、コーラス
2. Old Ship of Zion - コーラス
3. Happiness is a Thing Called Joe – エセル・ウォーターズ
4. Cabin in the Sky – エセル・ウォーターズ、エディ・ロチェスター・アンダーソン
5. 恋のチャンスを Taking a Chance on Love – エセル・ウォーターズ
6. Life is Full of Consequence - レナ・ホーン、エディ・ロチェスター・アンダーソン
7. Things Ain't What They Used To Be - デューク・エリントン&オーケストラ
8. Going Up - デューク・エリントン&オーケストラ
9. Shine – ジョン・バブルス (video via YouTube)
10. Honey in the Honeycomb – レナ・ホーン
11. Honey in the Honeycomb (リプライズ) – レナ・ホーン、エセル・ウォーターズ

### カットされた「Ain't It the Truth」
レナ・ホーンが泡風呂に浸かりながら歌う「Ain't It the Truth」が本作公開前にカットされたが、1946年、ピート・スミスのプロデュースによる短編『Studio Visit』で使用された。1994年のドキュメンタリー『ザッツ・エンタテインメント PART3』にこのシーンが収録され、ホーンは1943年時点では黒人女性が風呂で歌うことを見せるのが道義に反することなのだと感じたと語った。同曲の劇中2回目の演奏シーンにはルイ・アームストロングが参加した。こちらは泡風呂シーンではなかったがこれもカットされてしまったため、著名なトランペッターが参加しながら劇伴においてソロ演奏を聴くことができない映画となってしまった。アームストロング演奏版は音源自体が削除されたわけではなく、後にリリースされたオリジナル・サウンドトラックのCDに収録された。
数年後、「Ain't It the Truth」作曲家とホーンは、ホーン主演のブロードウェイ・ミュージカル『Jamaica』でホーンのソロとしてこの曲を再利用した。

## プロモーション
1943年2月9日、MGMはデンバー、ソルトレイクシティ、サンフランシスコ、2月11日、ポートランド、ロサンゼルス、シアトルで展示会を行なった。
プロモーションレコードには「Cabin in the Sky」、「Taking a Chance on Love」が収録された。
オハイオ州デントンにあるロウズ, Inc.のマリアン・マカラウは地元の複数のホテルと提携し、受付の後ろに「内緒ですが、もし空室がなければロウズに来てください。素晴らしい映画『キャビン・イン・ザ・スカイ』を上映中です」と貼り紙してもらった。
オレゴン州ポートランドのブロードウェイ・シアターではスタッフがブラックフェイスでギンガム柄を着用して宣伝が行なわれた。

## 評価
1940年代、多くの都市、特に南部の映画館は黒人俳優が主役の映画を拒否していた。1943年7月29日、テネシー州マウントプリーザントにおいて、『キャビン・イン・ザ・スカイ』は上映開始30分後に保安官により上映中止させられた。映画館前に群衆ができ、上映再開を叫んだ。
エセル・ウォーターズが歌唱した楽曲「Happiness is a Thing Called Joe」がアカデミー歌曲賞にノミネートされた。
MGMの記録によると、アメリカとカナダで$1,719,000、その他で$234,000の興行収入があり、利益は$587,000であった。
長い間ホームメディアでのリリースはなかったが、2006年1月10日、ワーナー・ホーム・ビデオとターナー・エンタテイメントからDVDがリリースされた。
Rotten Tomatoesにおいて、47レヴューから81%の評価を得て、平均7.2/10となった。「人種的ステレオタイプは見過ごせないが、魅力的なミュージカル・シーンと才能ある素晴らしい俳優たち」との評価が多かった。